# Covent Garden (Londres)
Covent Garden es un barrio de la ciudad inglesa de Londres, localizado en la parte oriental de la ciudad de Westminster y en la esquina sudoeste del municipio de Camden. El área está dominada por tiendas, artistas callejeros y diversos elementos de entretenimiento y contiene una entrada a la Royal Opera House, la cual es conocida habitualmente como "Covent Garden", por su ubicación, y la ajetreada área de Seven Dials.
High Holborn al norte, Kingsway al este, la calle Strand al sur y Charing Cross Road al oeste. La "Covent Garden Piazza" está localizada en el centro geográfico y fue el lugar de un mercado de flores, verduras y frutas entre 1500 y 1974, fecha en la que el mercado fue trasladado al New Covent Garden Market en Nine Elms.
Entre las áreas cercanas se incluyen: Soho, St James´s, Bloomsbury y Holborn.

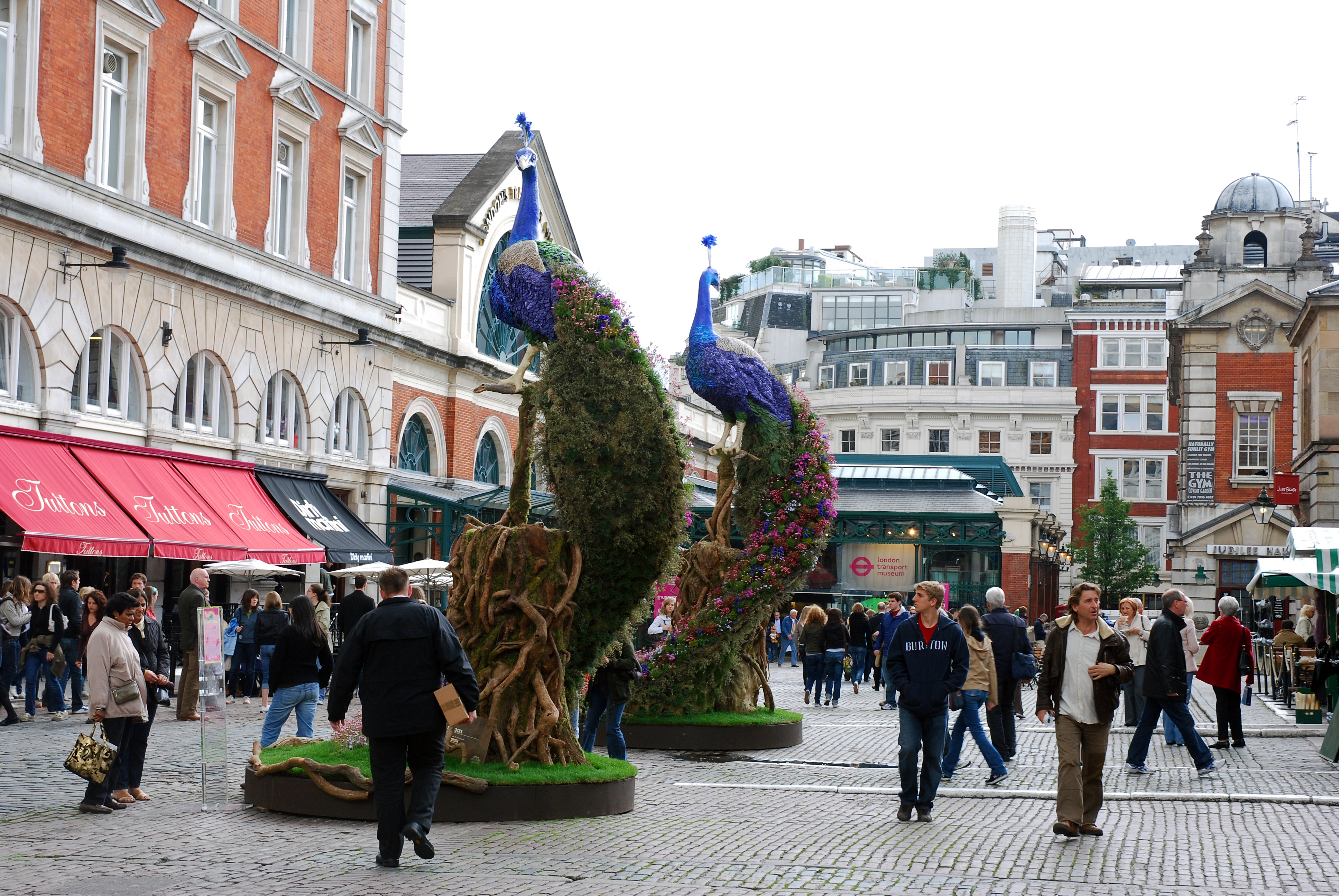
Personas en Covent Garden